# キーウェア
キーウェア（key ware）とは、インターネット上で配布されているオンラインソフトウェアの一種。

## 概要
ソフトウェアの使用時にライセンスキーを入力しないと、利用できないかデモ版として動作する。ライセンス形態としては市販の製品となんら変わらない。シェアウェアとは違い、料金は営利目的で求める。
極まれに、シェアウェアと呼ぶ方がふさわしいものもある。